# Freddy Martin

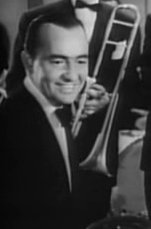
Freddy Martin in de film Stage Door Canteen (1943)

Frederick Alfred (Freddy) Martin (Cleveland, 9 december 1906 - Newport Beach, 30 september 1983) was een Amerikaanse tenorsaxofonist en leider van een populaire danceband die sweet music speelde. Hij werd bewonderd door jazz-muzikanten als Chu Berry en Johnny Hodges, die hem "Mr. Silvertone" noemde.

## Biografie
Martin begon op de drums, maar stapte later over op de saxofoon. Op highschool had hij een eigen band en speelde daarna in verschillende lokale bands. Hij werkte in een band op een schip en speelde onder meer met Arnold Johnson en Jack Albin. Na highschool verkocht hij een tijdlang instrumenten. Toen Guy Lombardo in de stad was probeerde hij wat saxofoons aan de bandleider te slijten, hetgeen mislukte, maar Lombardo hoorde Martin en zijn groep spelen en was onder de indruk. Toen Lombardo een keer niet kon optreden, beval hij Martins band aan als vervanging, waarna de carrière van Martin goed van de grond kwam. Zijn band viel echter uiteen en Martin speelde daarna jaren als sideman. Martin en Lombardo bleven overigens hun leven lang vrienden. 
In 1931 richtte hij een nieuwe band op, waarmee hij midden jaren dertig doorbrak door zijn successen in Bossert Hotel in Brooklyn. De groep had een Tenor Band-stijl, waarin tenorsaxofoons de hoofdrol speelden: Martin was hiermee een pionier in de sweet music-wereld en beïnvloedde daarmee talloze bands in heel Amerika. Hij speelde in allerlei prestigieuze hotels en trad regelmatig op voor de radio, onder meer in Mybellie Penthouse Serenade van NBC (1937).
Musici en vocalisten die in de jaren dertig en veertig in zijn groep werkten, waren onder meer Claude Thornhill (piano), Barclay Allen (piano), Alvino Rey (gitaar), Buddy Clark (zang), Elmer Feldkampf (zang), Stuart Wade en Helen Ward.
De band van Martin nam in 1932 tijdens een sessie op voor Columbia records, maar stapte daarna over naar Brunswick, waarvoor Martin tot 1939 platen zou maken. Daarna verscheen hij op RCA's Bluebird en Victor Rcords. Zijn grootste hit was een bewerking van het eerste deel van het pianoconcerto in Bb van Tsjaikovski, nu met tekst: 'Tonight We Love'. Na dit succes bewerkte hij meer klassieke thema's en breidde hij zijn orkest uit, met vooral violen.
Door zijn populariteit kwam Martin ook terecht in Hollywood, waar hij met zijn band in een vijftal films verscheen, onder meer 'Stage Door Canteen' (1943). In de jaren vijftig en zestig bleef hij spelen in hotels, voor de radio en ook voor de televisie. Hij was de musical director van Elvis Presleys eerste optredens in Las Vegas. In 1977 was hij een tijd lang de vervanger van de zieke Guy Lombardo in diens band. Martin leidde zijn eigen band tot begin jaren tachtig.

## Discografie
compilaties
- Freddy Martin & His Orchestra, Collectors' Choice Music
- Smooth Sounds of the Great Dance Bands, Eric
- Freddy Martin & His Famous Orchestra, Vocalion
- Mr. Silvertone, ASV/Living Era
- Bewitched, Hindsight
- In the Mood With..., BMG
- Make Believe, Montpellier

- Biblioteca Nacional de España: XX1560089
- Bibliothèque nationale de France: cb13897142q (data)
- Gemeinsame Normdatei: 119008637
- International Standard Name Identifier: 0000 0000 5934 9515
- Library of Congress Control Number: n82144221
- MusicBrainz: 1474dea1-a6c0-4844-a86c-1ddd749e8d7c
- Nationale Bibliotheek van Israël: 987011561246905171
- Nederlandse Thesaurus van Auteursnamen: 07084738X
- SNAC: w6ft923q
- Système universitaire de documentation: 156503727
- Virtual International Authority File: 18576034
- WorldCat: E39PBJg4pBY6TthMdxhXTh9FKd